# Gnój (powieść)
Gnój – pseudoautobiograficzna powieść obyczajowa Wojciecha Kuczoka wydana w 2003 Warszawie przez Wydawnictwo W.A.B.; autor otrzymał za nią Paszport „Polityki” w 2003 i Nagrodę Literacką „Nike” w 2004.
Podtytuł powieści to Antybiografia. Książka została podzielona na trzy części: Przedtem, Wtedy, Potem. Akcja toczy się w jednym z miasteczek Górnego Śląska, w czasach PRL-u. Głównym bohaterem jest Mały K. i jego rodzina. W pierwszej części opisane są dzieje rodziny głównego bohatera, zanim on sam pojawił się na świecie. Następnie głównym tematem staje się jego dzieciństwo. Matka i ojciec (nazywany zawsze starym K.) nie stworzyli dziecku domu pełnego miłości czy bezpieczeństwa. Jego chlebem powszednim jest pejcz, którym tresuje go ojciec (nazywający syna "Gnojem"), ciągłe kłótnie i wyzwiska rodziców oraz wszechogarniający strach. Bezlitośnie kaleczony fizycznie i psychicznie, marzy, aby wybuchła wojna, bo wtedy mógłby bezkarnie zastrzelić ojca. Strach nie opuszcza go także w innych miejscach - szkoła, droga do niej, sanatorium - wszędzie kryją się niebezpieczeństwa. W finale tytułowy gnój zalewa wszystko, burząc dom, symbol nieszczęśliwego dzieciństwa, który swymi gruzami zasypuje rodzinę K.
Na motywach Gnoju Wojciech Kuczok napisał scenariusz filmu fabularnego Pręgi (2004).